# Black Bird
Black Bird (ブラックバード?, Burakku Baado) è un manga giapponese scritto e illustrato da Kanoko Sakurakōji, pubblicato in Italia dalla Star Comics. È stato serializzato dalla Shogakukan sulla rivista Betsucomi dal 2007.
Tratta la vita di una liceale che ha il potere di vedere esseri soprannaturali. Black Bird ha ricevuto nel 2009 lo Shogakukan Manga Award per gli shojo manga. La serie è stata adattata in un Drama-CD.

## Trama
Esiste un mondo magico strettamente legato al nostro, ma solo poche persone sono in grado di vederlo. Misao Harada è una di queste, ed è l'unica che possiede la capacità di rendere più forti o immortali i demoni. Lei è infatti la ragazza Senka, tuttavia decide di ignorare il suo potere e vivere la vita di una normale studentessa delle superiori.
Il giorno del suo sedicesimo compleanno Misao viene attaccata da un demone e il suo amico d'infanzia, Kyo, interviene subito per salvarla rivelandosi il capoclan dei demoni Tengu. Da quel giorno Misao comincia ad essere perseguitata dai demoni che per diventare immortali la vogliono divorare. Kyo, innamorato di lei, la vuole invece sposare per proteggerla, stare con lei e per dare prosperità al suo clan. Infatti se un demone bevesse il sangue della ragazza acquisterebbe forza, se la sposasse donerebbe prosperità al proprio clan e se la divorasse diventerebbe immortale. Così per Misao si prospetta una dura lotta per la sopravvivenza insieme a Kyo e ai suoi otto servitori, continuamente braccati da orde di demoni che non desiderano altro che il potere della ragazza.

## Personaggi
Misao Haradaè una normale liceale con l'abilità di vedere le creature magiche invisibili ai normali esseri umani.  Nonostante tutto riesce a vivere come una ragazza normale finché un giorno viene attaccata da un demone e solo grazie all'intervento di un suo ex compagno delle elementari, Kyo, il suo primo amore che non vedeva da diversi anni, riesce a salvarsi. Purtroppo per Misao, si scopre che secondo un'antica profezia lei è stata designata come vittima sacrificale poiché il suo sangue rappresenta per i demoni fonte di vita eterna.
Kyo Usuiè un amico d'infanzia di Misao, nonché il suo primo amore. Sempre pronto a difenderla dalle orde di demoni che la perseguitano si rivela essere lui stesso una creatura magica, un Tengu (essere umano per metà uccello).  All'età di 10 anni il ragazzo promise a Misao che quando avrebbe compiuto 16 anni l'avrebbe sposata poiché l'unico modo per aggirare la profezia è fare in modo che Misao sposi un demone.

## Lista capitoli
| Nº | Titolo italiano Giapponese 「Kanji」 - Rōmaji                                                                   | Data di prima pubblicazione          | Data di prima pubblicazione           |
| Nº | Titolo italiano Giapponese 「Kanji」 - Rōmaji                                                                   | Giapponese                           | Italiano                              |
| 1  | Black Bird 1 「ブラックバード 1」 - Burakku Baado 1                                                             | 26 gennaio 2007 ISBN 978-4091308375  | 23 dicembre 2009 ISBN 978-8864205403  |
| 1  | Capitoli - Capitolo 1 - 2 - 3 - 4 - 5                                                                           |                                      |                                       |
| 2  | Black Bird 2 「ブラックバード 2」 - Burakku Baado 2                                                             | 26 giugno 2007 ISBN 978-4091310859   | 24 febbraio 2010 ISBN 978-8864205410  |
| 2  | Capitoli - Capitolo 6 - 7 - 8 - 9 - Extra: Special Feature                                                      |                                      |                                       |
| 3  | Black Bird 3 「ブラックバード 3」 - Burakku Baado 3                                                             | 26 ottobre 2007 ISBN 978-4091313003  | 26 maggio 2010 ISBN 978-8864205427    |
| 3  | Capitoli - Capitolo 10 - 11 - 12 - 13 - Extra: Special Feature                                                  |                                      |                                       |
| 4  | Black Bird 4 「ブラックバード 4」 - Burakku Baado 4                                                             | 26 febbraio 2008 ISBN 978-4091314376 | 22 luglio 2010 ISBN 978-8864205618    |
| 4  | Capitoli - Capitolo 14 - 15 - 16 - 17 - Extra: Decade                                                           |                                      |                                       |
| 5  | Black Bird 5 「ブラックバード 5」 - Burakku Baado 5                                                             | 26 giugno 2008 ISBN 978-4091316493   | 23 settembre 2010 ISBN 978-8864205625 |
| 5  | Capitoli - Capitolo 18 - 19 - 20 - 21 - Extra: Sanctuary                                                        |                                      |                                       |
| 6  | Black Bird 6 「ブラックバード 6」 - Burakku Baado 6                                                             | 24 ottobre 2008 ISBN 978-4091321305  | 24 novembre 2010 ISBN 978-8864205892  |
| 6  | Capitoli - Capitolo 22 - 23 - 24 - 25 - Extra: Bonus Manga                                                      |                                      |                                       |
| 7  | Black Bird 7 「ブラックバード 7」 - Burakku Baado 7                                                             | 26 gennaio 2009 ISBN 978-4091322081  | 24 gennaio 2011 ISBN 978-8864205908   |
| 7  | Capitoli - Capitolo 26 - 27 - 28 - Extra: Angels/Black Bird Gaiden And Ice                                      |                                      |                                       |
| 8  | Black Bird 8 「ブラックバード 8」 - Burakku Baado 8                                                             | 26 maggio 2009 ISBN 978-4091323743   | 23 marzo 2011 ISBN 978-8864205915     |
| 8  | Capitoli - Capitolo 29 - 30 - 31 - 32 - Extra: Nightmare                                                        |                                      |                                       |
| 9  | Black Bird 9 「ブラックバード 9」 - Burakku Baado 9                                                             | 26 novembre 2009 ISBN 978-4091327284 | 25 maggio 2011 ISBN 978-8864205922    |
| 9  | Capitoli - Capitolo 33 - 34 - 35 - Extra: Little Black Bird Parts 1 & 2                                         |                                      |                                       |
| 10 | Black Bird 10 「ブラックバード 10」 - Burakku Baado 10                                                          | 26 marzo 2010 ISBN 978-4091331175    | 21 luglio 2011                        |
| 10 | Capitoli - Capitolo 37 - 38 - 39 - Extra: Black Bird Special Feature                                            |                                      |                                       |
| 11 | Black Bird 11 「ブラックバード 11」 - Burakku Baado 11                                                          | 26 luglio 2010 ISBN 978-4091333872   | 22 settembre 2011                     |
| 11 | Capitoli - Capitolo 40 - 41 - 42 - 43                                                                           |                                      |                                       |
| 12 | Black Bird 12 「ブラックバード 12」 - Burakku Baado 12                                                          | 26 novembre 2010 ISBN 978-4091335081 | 24 novembre 2011                      |
| 12 | Capitoli - Capitolo 44 - 45 - 46 - 47                                                                           |                                      |                                       |
| 13 | Black Bird 13 「ブラックバード 13」 - Burakku Baado 13                                                          | 26 aprile 2011 ISBN 978-4091337894   | 25 gennaio 2012                       |
| 13 | Capitoli - Capitolo 48 - 49 - 50 - 51 - Extra: Black Bird New Year's Special                                    |                                      |                                       |
| 14 | Black Bird 14 「ブラックバード 14」 - Burakku Baado 14                                                          | 26 agosto 2011 ISBN 978-4091340320   | 22 marzo 2012                         |
| 14 | Capitoli - Capitolo 52 - 53 - Extra: Special Feature Taxie & Blue - Extra: Black Bird Final Story Arc Chapter 1 |                                      |                                       |
| 15 | Black Bird 15 「ブラックバード 15」 - Burakku Baado 15                                                          | 26 gennaio 2012 ISBN 978-4091342997  | 24 maggio 2012                        |
| 15 | Capitoli - Capitolo 54 - 55 - 56 - 57                                                                           |                                      |                                       |
| 16 | Black Bird 16 「ブラックバード 16」 - Burakku Baado 16                                                          | 26 giugno 2012 ISBN 978-4091344991   | 21 marzo 2013                         |
| 16 | Capitoli - Capitolo 58 - 59 - 60 - 61                                                                           |                                      |                                       |
| 17 | Black Bird 17 「ブラックバード 17」 - Burakku Baado 17                                                          | 26 novembre 2012 ISBN 978-4091347800 | 25 luglio 2013 ISBN 978-8864206196    |
| 17 | Capitoli - Capitolo 62 - 63 - 64 - 65 - 66                                                                      |                                      |                                       |
| 18 | Black Bird 18 「ブラックバード 18」 - Burakku Baado 18                                                          | 26 aprile 2013 ISBN 978-4091352545   | 26 settembre 2013 ISBN 978-8864207063 |
| 18 | Capitoli - Capitolo 67 - 68 - 69 - 70 - 71 - 72                                                                 |                                      |                                       |